# Hydra – Sage und Wirklichkeit
Hydra – Sage und Wirklichkeit ist ein Dokumentarfilm des DEFA-Studios für populärwissenschaftliche Filme von Siegfried Bergmann aus dem Jahr 1962.

## Handlung
Dieser Film über die Ursachen und wissenschaftliche Zusammenhänge der Regenerationsfähigkeit vom Standpunkt der Zellbiologie beginnt mit einem Ausflug in die griechische Mythologie. Erzählt wird in einer kurzen Zusammenfassung, wie Herkules mit der Hydra kämpft, der immer wieder zwei Köpfe nachwachsen, wenn er einen abschlägt. Ähnliches ist auch bei den Süßwasserpolypen zu beobachten, die ebenfalls Hydra genannt werden und um die es in diesen wissenschaftlichen Film geht.
Die Hydra gehört zur Gruppe der Hohltiere, lebt im Wasser und wird bis zu drei Zentimeter lang. Obwohl es sich hier um ein kleines Tierchen handelt, kann es verloren gegangene Körperteile wieder ersetzen. Zwar nicht in der Geschwindigkeit der Sagenfigur, aber sie kann einen abgeschnittenen Kopf am Stamm ersetzen und am Kopf wächst ein neuer Stamm. So bilden sich innerhalb von etwa vier Tagen zwei vollständig entwickelte neue Hydren. Diese Vorgänge werden durch die Kamera begleitet, die auch aufzeichnet, welche Ursachen zu diesem Phänomen führen.
Die Hydra sieht aus wie ein Schlauch, ist ein primitiv organisiertes Tier und trotzdem zu allen Funktionen des Lebens fähig. Sie besitzt Nerven-, Sinnes- und Muskelzellen, weshalb sie auf Reize reagieren kann. Zur Beute der Hydra gehören zum Beispiel die Wasserflöhe, auch Daphnien genannt. Wenn solch ein Wasserfloh die Hydra berührt, werden aus ihr so genannte Nesselzellen herausgeschleudert, womit sie ein lähmendes Sekret in das Beutetier spritzt. Nun führen die Fangarme das wehrlose Opfer zum Mund, es wird durch Innenhautzellen verdaut und die unverdauten Reste werden durch die gleiche Öffnung wieder ausgeschieden. Auch diese Innenhautzellen können durch omnipotente Zellen ersetzt werden, genauso wie die Geschlechtsorgane der Tiere. Sogar sogenannte Tochtertiere können sich aus den embryonalen, nichtspezialisierten Zellen entwickeln. Darin liegt das Geheimnis der Regeneration verlorengegangener Teile der Hydra. Höher entwickelte Tiere besitzen diese Fähigkeit nicht mehr. Die sagenhafte Unsterblichkeit dieses Tieres liegt also in dessen niedrigem Entwicklungsstand, in der geringen Spezialisierung seiner Zellen. Gegen diese Enthüllungen durch menschliches Wissen verblasst die Sage, mag sie noch so spannend erscheinen.   

## Produktion und Veröffentlichung
Die Erstaufführung des unter dem Arbeitstitel Süßwasserpolyp auf Agfa Wolfen gedrehten Farbfilms fand am 31. August 1962 statt. Die erste bekannte Ausstrahlung im Fernsehen der DDR erfolgte am 4. November 1972 im 2. Programm.

## Auszeichnungen
- 1962: Ehrendiplom beim Internationalen Festival für den wissenschaftlich-technischen Film in Belgrad